# Kedung Soka
Kedung Soka is een bestuurslaag in het regentschap Serang van de provincie Banten, Indonesië. Kedung Soka telt 4395 inwoners (volkstelling 2010).